# 俺たちプロボウラー
『俺たちプロボウラー』（おれたちプロボウラー、原題：7-10 Split）は、2007年制作のアメリカ合衆国のコメディ映画。ボウリングを題材としたスポーツ・コメディ映画。日本では劇場未公開。

## あらすじ
ロスは親友のマイクと共にピザ屋でバイトをしながら、ハリウッドスターになるという勘違い甚だしい野望を抱いていた。
しかしある日、オーディションに落選したことでエージェントから契約を打ち切られ、さらにバイトもクビに。おまけに、彼女のリンジーも同時期にバイトをクビになった。
ロスは憂さ晴らしにマイクとボウリング場へ。そこで今まで眠っていた彼のボウリングの非凡な才能が一気に開花、偶然居合わせたボウリング協会の関係者から腕を見込まれてスカウトされる。
ロスは人気低迷気味のボウリング人気回復のための救世主とおだてられ、さらに賞金や賞品に目がくらみ、プロボウラーとしてツアーに参加することに。彼はマイクをエージェントに、リンジーをパートナーに従えて、全米横断ツアーに出る。

## キャスト
- ロス・ベガ：ロス・パターソン（吹替：羽多野渉）
- リンジー：タラ・リード
- マイク：クレイン・クロフォード（吹替：佐々木望）[2]
- バディ・ケンドリック：レイ・ワイズ
- ベイリー：ロバート・キャラダイン
- ロビー・ナイテンゲール：ヴィニー・ジョーンズ
- カイロ・プラクター：レイチェル・ハンター
- バクスター：デイトン・キャリー
- ジェリー・ローリー：ロブ・ヒューベル
- ダイアン・バーク：ロビン・ライヴリー
- ボビー・オキーフ：ジョン・ディマジオ
- トニー・P：ヴィンセント・パストーレ
- ベイリー夫人：サラ・アン・シュルツ
- エディ・ジョージ（本人役）
- この他、坂田利夫が日本語吹き替え版にカメオ出演している。